# Municipio de Woodbine
El municipio de Woodbine (en inglés: Woodbine Township) es un municipio ubicado en el condado de Jo Daviess en el estado estadounidense de Illinois. En el año 2010 tenía una población de 584 habitantes y una densidad poblacional de 6,14 personas por km².

## Geografía
El municipio de Woodbine se encuentra ubicado en las coordenadas 42°19′41″N 90°9′35″O / 42.32806, -90.15972. Según la Oficina del Censo de los Estados Unidos, el municipio tiene una superficie total de 95.16 km², de la cual 95,16 km² corresponden a tierra firme y (0 %) 0 km² es agua.

## Demografía
Según el censo de 2010, había 584 personas residiendo en el municipio de Woodbine. La densidad de población era de 6,14 hab./km². De los 584 habitantes, el municipio de Woodbine estaba compuesto por el 97,77 % blancos, el 0,17 % eran afroamericanos, el 0,17 % eran amerindios, el 0,34 % eran asiáticos, el 0,34 % eran de otras razas y el 1,2 % eran de una mezcla de razas. Del total de la población el 0,68 % eran hispanos o latinos de cualquier raza.